# Мустафа Денизли
Мустафа Денизли (на турски: Mustafa Denizli) е бивш турски футболист, нападател, и настоящ треньор по футбол.

## Кариера

### Кариера като футболист
Почти цялата си кариера прекарва в Алтай Измир, където играе на поста на нападател от 1966 до 1983 г. След това за една година е играч на Галатасарай, където приключва активната си кариера.
За националния отбор има на сметката си 10 мача и 2 попадения.

### Кариера като треньор
След като спира с футбола, става помощник-треньор на Галатасарай, а през 1987 г. поема отбора, като още през първия си сезон става шампион. За КЕШ през сезон 1988/89 достига до полуфиналите. През сезон 1989/90 е треньор на немския Алемания Аахен, след което се завръща начело на Галатасарай за още две години. През 1994 г. е обявен за треньор на Коджаелиспор, а след две години - за треньор на националния отбор. На Евро 2000 извежда националния отбор до 1/4-финалите на турнира, което е първият по-сериозен успех за Турция на национално ниво. След това поема Фенербахче, с чийто отбор успява стане шампион за единствения сезон, в който е негов треньор. В рамките на сезон 2003/04 е треньор на Манисаспор, а от 2004 до 2007 година работи в Иран, начело на Пас Техеран и Персеполис. На 9 октомври 2008 г. подписва договор с Бешикташ, което го превръща в единствения треньор, водил и трите гранда на турския футбол - Галатасарай, Фенербахче и Бешикташ. След като печели титлата и с Бешикташ, Денизли става и първият треньор, печелил Турската Суперлига с Галатасарай, Фенербахче и Бешикташ. Напуска истанбулския клуб през лятото на 2010 г. Последват престои за по един сезон в Персеполис, Ризеспор и Хазар Ланкоран. През есента на 2015 г. се завръща начело на намиращия се тогава в криза отбор на Галатасарай, но не успява да класира отбора за ЕКТ, заради което напуска след края на сезона. През 2017 г. застава начело на втородивизионния Ескишехирспор.

## Успехи

### Като футболист
Алтай
- Купа на Турция (2): 1966/67, 1979/80

### Като треньор
Галатасарай
- Шампион на Турция (1): 1987/88
- Купа на Турция (1): 1989/90
- Купа на европейските шампиони (полуфиналист) (1): 1988/89
- Купа на носителите на купи (четвъртфиналист) (1): 1991/92

 Турция
- Европейско първенство (четвъртфиналист) (1): 2000

 Фенербахче
- Шампион на Турция (1): 2000/01

 Бешикташ
- Шампион на Турция (1): 2008/09
- Купа на Турция (1): 2008/09

 Ризеспор
- Шампион на втора турска дивизия (1): 2012/13